# Villa Vianelli
Villa Vianelli, già villa Zanchi, è un edificio storico sito a Tornova, frazione del comune di Loreo, in provincia di Rovigo. Parte di un complesso di una grande corte agricola, che comprende il corpo centrale della villa stessa, i fabbricati di servizio e, più lontano, la cappella gentilizia in uso anche agli abitanti dell'abitato, racchiude le caratteristiche della villa veneta, di quella rustica e della tipica casa padronale polesana ad uso delle famiglie nobili che qui soggiornavano sporadicamente come residenza vacanziera.
Caratterizzata principalmente agli elementi architettonici barocchi, che impreziosiscono la sobria facciata dell'edificio, di pianta rettangolare con ali leggermente arretrate, e dagli interni affrescati, fu commissionata dalla famiglia Zanchi, proveniente dal mantovano, e sorse nella metà del XVIII secolo nei pressi della strada arginale che costeggia il canale Loreo, al tempo importante via fluviale che metteva in comunicazione il fiume Adige al Canalbianco.